# John Ferguson Weir

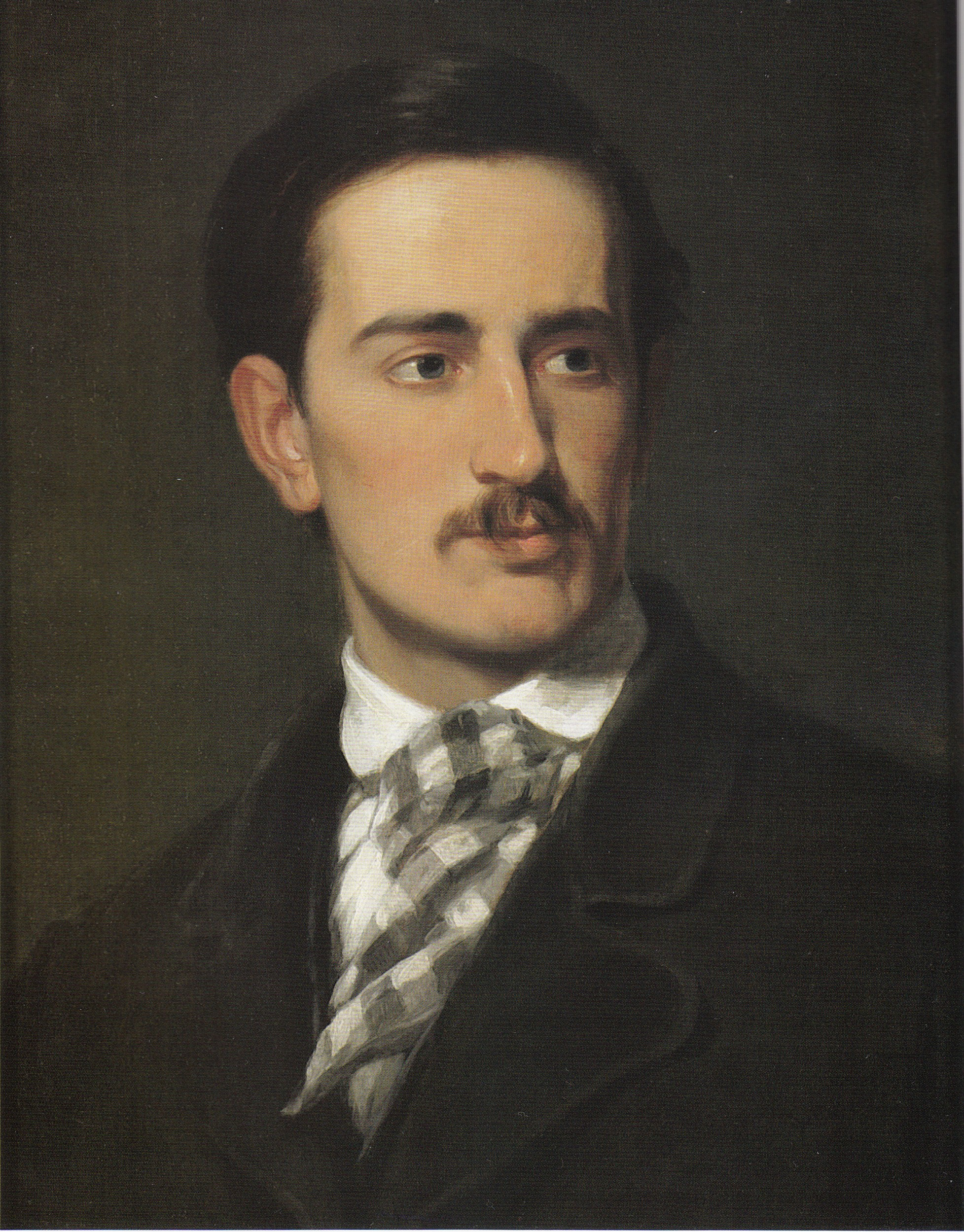
Porträt John Ferguson Weir, 1864/65

John Ferguson Weir (* 28. August 1841 in West Point, New York; † 8. April 1926 in Providence, Rhode Island) war ein US-amerikanischer Maler, Bildhauer und Autor, sowie langjähriger Professor an der United States Military Academy in West Point.

## Leben
John Ferguson Weir wurde als Sohn des Malers Robert Walter Weir und dessen Frau Louisa Ferguson 1841 in West Point im US-amerikanischen Bundesstaat New York als eines von neun Kindern geboren. Im Alter von drei Jahren verlor er im Januar 1845 seine Mutter. Im Juli 1946 heiratete Robert Walter Weir Susan Martha Bayard, mit der er sieben weitere Kinder hatte. John Ferguson Weir studierte bei seinem Vater und an der National Academy Museum and School in New York City. Als junger Mann interessierte er sich vor allem für Stillleben. Sein elf Jahre jüngerer Halbbruder Julian Alden Weir war ebenfalls Maler, entschied sich aber für den Stil des Impressionismus.

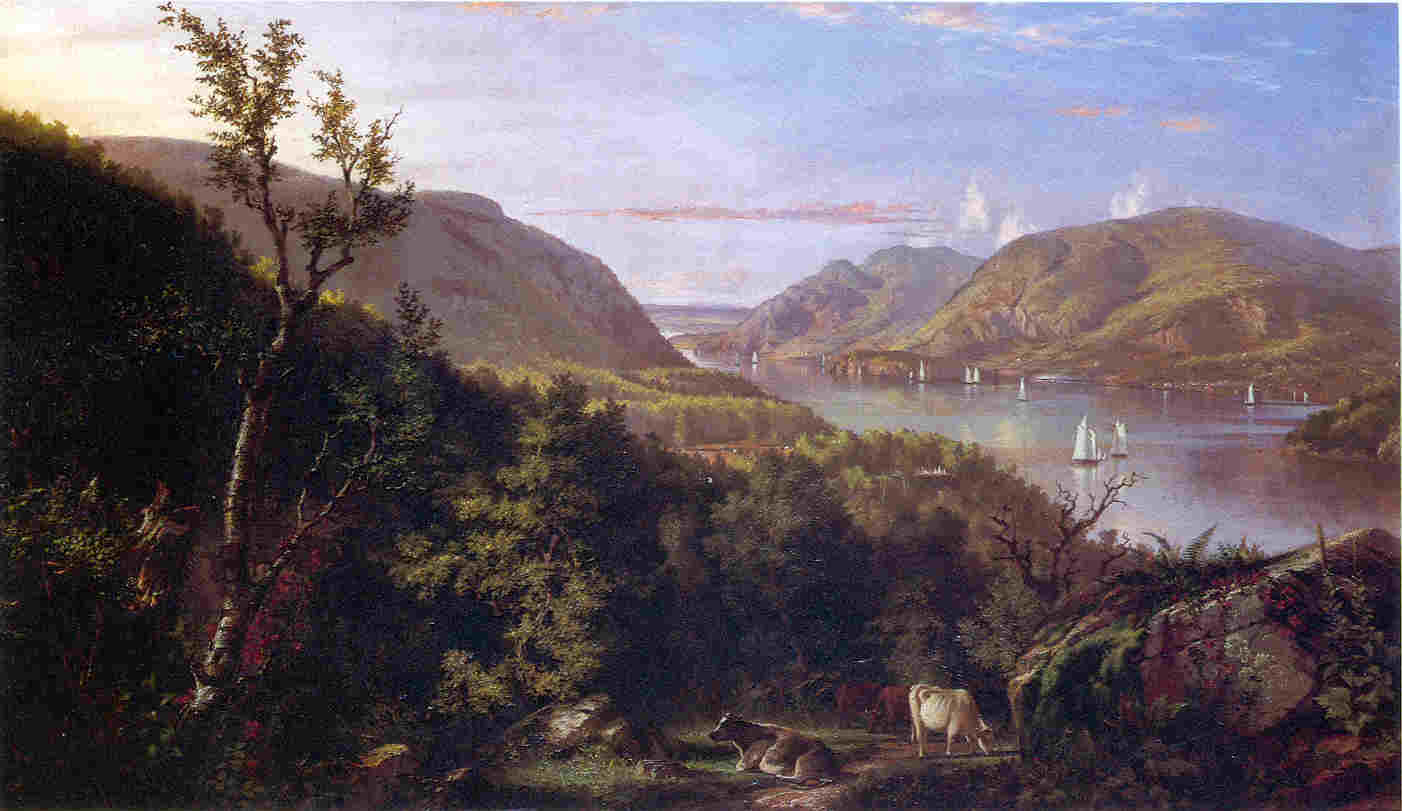
Hudson Highlands, West Point, 1862

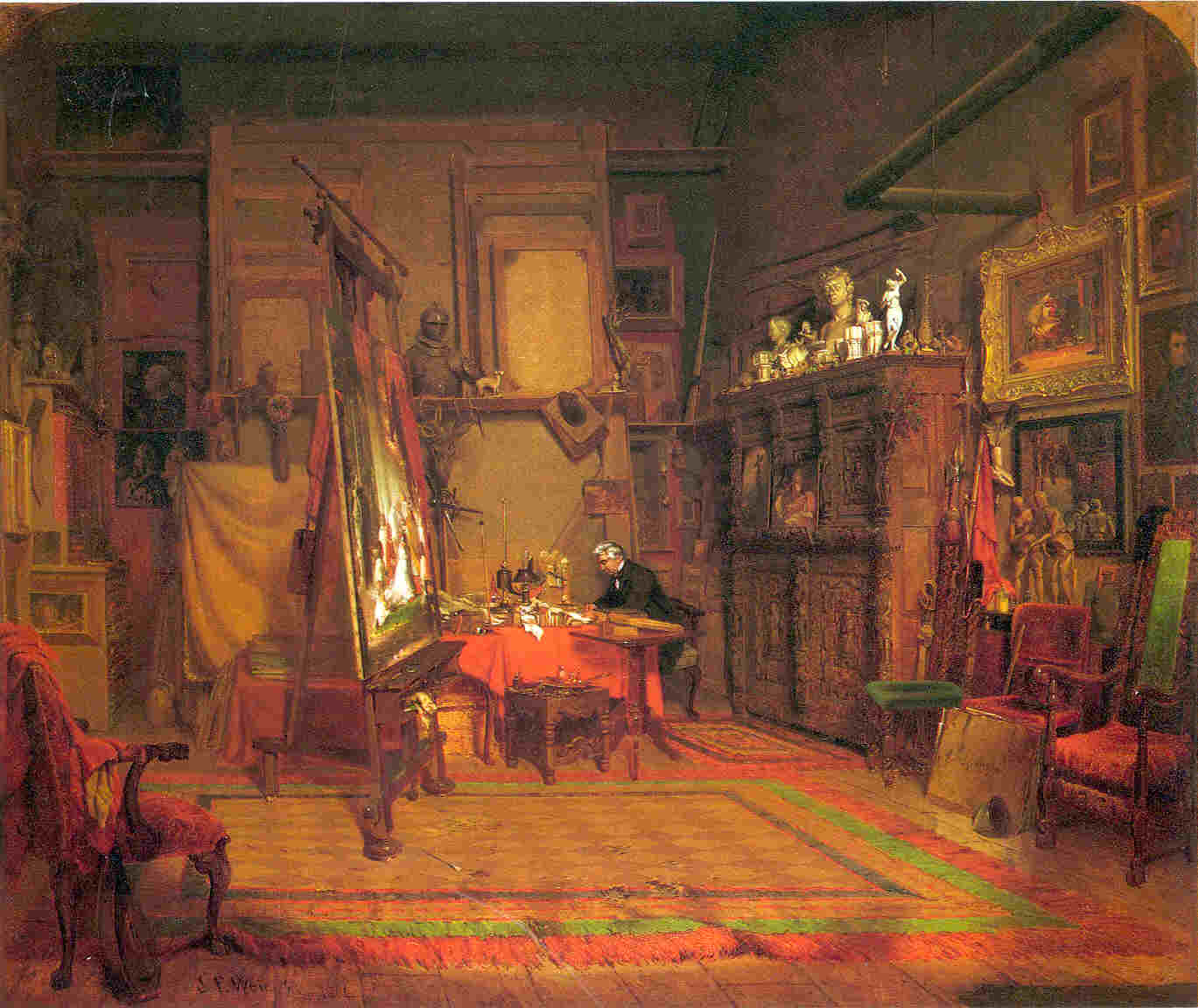
An Artist’s Studio, 1864

1862 wurde John Ferguson Weir erstmals vom Kunstförderer Robert Leighton Stuart damit beauftragt, ein Landschaftsgemälde von West Point anzufertigen, welches er Hudson Highlands, West Point, Summer Afternoon nannte. Sein nächstes größeres Werk fertigte er zwei Jahre später an. Es trägt den Titel An Artist’s Studio und zeigt Weirs Vater in dessen Atelier. Das Gemälde wurde unter anderem in der National Academy Museum and School ausgestellt, was dazu führte, dass 1866 zum Mitglied der Akademie ernannt wurde.
In den folgenden Jahren malte Weir weitere große Werke, darunter The Gun Foundry (1866) und Forging the Shaft (1868). Letzteres wurde von einem Feuer im Jahre 1869 zerstört, Weir stellte jedoch daraufhin in der Zeit von 1874 bis 1877 ein Replikat her.
1866 heiratete Weir Mary Hannah French; ihre gemeinsame Tochter Edith Dean Weir wurde später Miniaturmalerin. Im Jahre 1868 verließ Weir die Vereinigten Staaten, um in Europa zu studieren. Nach seiner Rückkehr im Jahr darauf erhielt er 1869 die Position des Direktors der Kunsthochschule der Yale University, welche er 44 Jahre bis 1913 innehatte.
Weir diente außerdem in der Union Army während des Sezessionskrieges.
John Ferguson Weir starb am 8. April 1926 im Alter von 84 Jahren in Providence, Rhode Island.

## Werke

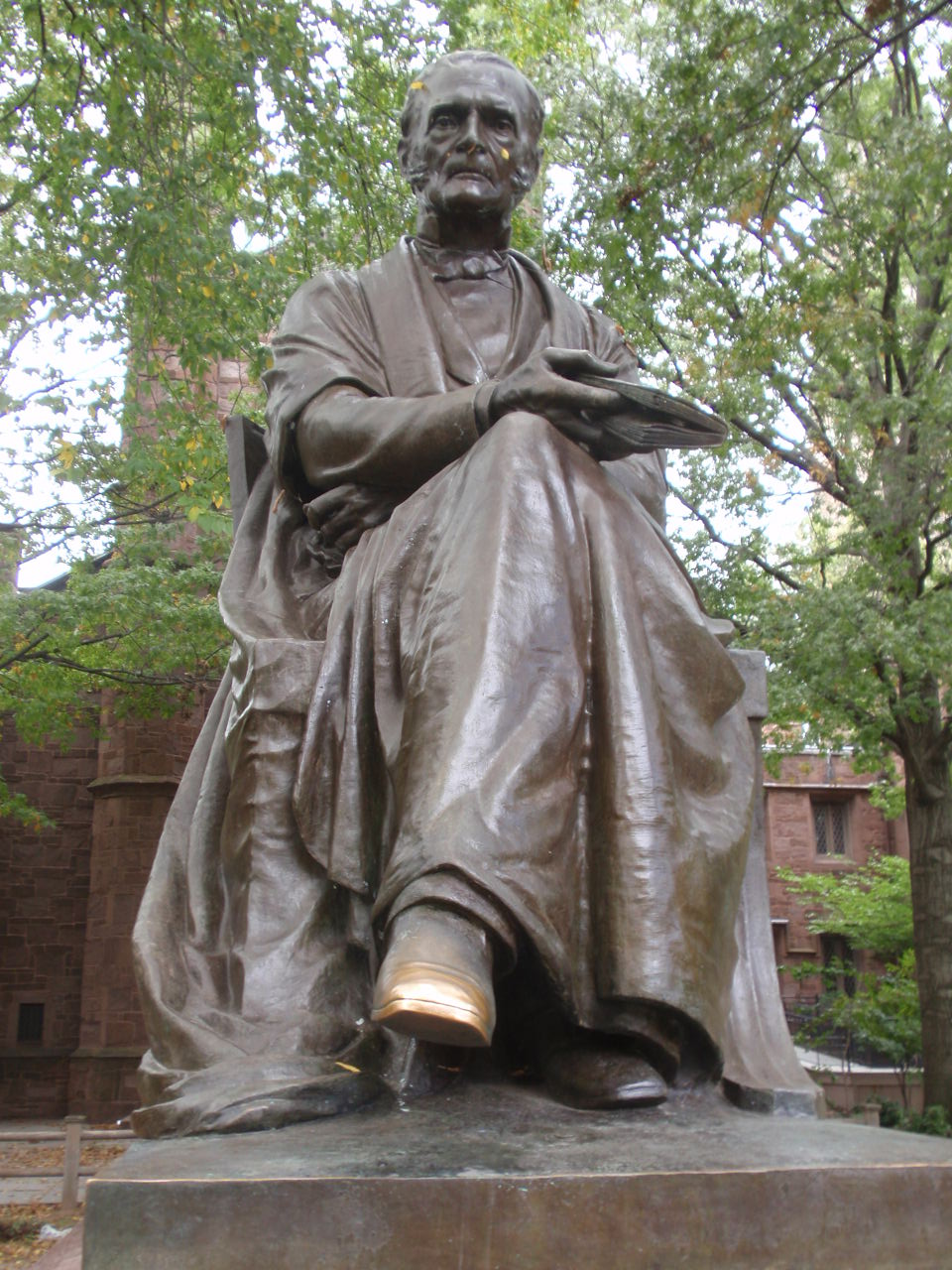
Statue von Theodore Dwight Woolsey, 1895–96

### Gemälde
- 1862: Hudson Highlands, West Point, Summer Afternoon
- 1864: An Artist’s Studio
- 1866: The Gun Foundry
- 1868: Forging the Shaft
- Tapping the Furnace

### Porträts
- Admiral Farragut
- Timothy Dwight V, Präsident der Yale University
- Samuel Wells Williams

### Statuen
- Theodore Dwight Woolsey, Präsident der Yale University
- Benjamin Silliman, Professor an der Yale University
- La Fayette, französischer General und Politiker

### Bücher
- 1902: John Trumbull and His Works
- 1903: Human Destiny in the Light of Revelation

## Ausstellungen
- John Ferguson Weir (1841-1926) and the Weir Family Legacy, Vose Galleries, Boston, 2013
- Providence Art Club, Einzelausstellung, 1915